# Cantó de Chamonix-Mont-Blanc
El cantó de Chamonix-Mont-Blanc és un cantó del departament francès de l'Alta Savoia, a la regió d'Alvèrnia-Roine-Alps. Està inscrit al districte de Bonneville, té 4 municipis i el cap cantonal és Chamonix-Mont-Blanc.

## Municipis
- Chamonix-Mont-Blanc
- Les Houches
- Servoz
- Vallorcine

## Història
| Data d'elecció                           | Identitat                  | Partit        | Qualitat |
| ---------------------------------------- | -------------------------- | ------------- | -------- |
| 1945-1964                                | Philippe-Edmond Désailloud | Divers droite |          |
| 1964-1970                                | Paul Payod                 | Divers droite |          |
| 1970-1976                                | Philippe-Edmond Désailloud | RI            |          |
| 1976-1982                                | Floréal Dablanc            | PCF           |          |
| 1982-                                    | Michel Charlet             | Divers droite |          |
| les dades anteriors no són pas conegudes |                            |               |          |
|                                          |                            |               |          |